# Кузбас (футбольний клуб, Кемерово)
Футбольний клуб «Кузбас» (Кемерово) або просто «Кузбас» (рос. Футбольный клуб «Кузбасс» Кемерово) — російський футбольний клуб з міста Кемерово. Заснований в 1946 році. У 2012 році розформований через фінансово-організаційні причини.

## Хронологія назв
- 1946 — «Азот»
- 1948—1949: «Хімік»
- 1957—1958: «Шахтар»
- 1958—1965: «Хімік»
- 1966—2000: «Кузбас»
- 2001—2007: «Кузбас-Динамо»
- 2008—2012: «Кузбас»

## Історія
Команда з сибірського міста вперше взяла участь у Всесоюзних змаганнях у 1946 році. Це був «Азот», який став учасником першості СРСР серед команд третьої групи. У 1947 році першість країни пройшло без участі кемеровчан. А вже 1948 році в першості СРСР серед команд другої групи взяли участь два колективи з цього міста. У зональному турнірі «Хімік» зайняв 10-е місце, а «Гірник» — 13-е (останнє). У 1949 році «Хімік» фінішував на 9-му місці, а «Шахтар» — на 14-му (останньому). У 1950 році був створений клас Б, але командам Сибіру і Далекого Сходу місця в ньому не знайшлося. Ця ситуація змінилася лише в 1957 році. Того року Кемерово на всесоюзній арені представляв «Шахтар», який посів у 11-те місце (серед 12-ти команд). У 1958 році команда була перейменована в «Хімік». Під цією назвою вона виступала в класі Б до 1965 року. Найкраще місце — 4-те (в 1959 і 1962 році). З 1966 року «Кузбас», як стала називатися команда, виступав у класі А. З 1971 по 1990 рік «Кузбас» (з перервами в 1972 і 1982 роки) виступав у першій лізі чемпіонату СРСР. Найкраще місце в цьому турнірі — 6-те (в 1977 та 1987 роках). У 1991 році «Кузбас» виступав у першості СРСР серед команд другої ліги (буферна зона).
Криза колись найсильнішого клубу сибірсько-далекосхідного регіону, яка почалася в 90-их, розтягнлася надовго. В яких би (тепер уже російських лігах) не виступав «Кузбас», досягти колишнього рівня команда так і не змогла. Після розпаду СРСР «Кузбас» отримав місце в першій лізі першості Росії, де він провів два роки (1992 рік 11-те місце, 1993 рік — 6-те місце). У сезоні 1993 року кемеровчани не зуміли пробитися в новостворювану єдину першу лігу, куди увійшли омський «Іртиш», «Зоря» (Ленінськ-Кузнецький), читинский «Локомотив», іркутська «Зірка», хоча в команді було чимало хороших гравців (А. Дементьєв, А. Дубенський, В. Щербак, В. Матюнин, К. Дзуцев, А. Сковпень …). Не вистачило всього двох очок. З тих пір про перший дивізіон в Кемерово зовсім забули. У другому дивізіоні «Кузбас» грав з 1994 по 2002, а також в 2005—2006 роках. Найкраще місце — 3-тє (в 1994 і 1995 роках).
Останній сплеск команди (а з 2001 року вона стала називатися «Кузбас-Динамо») припав якраз на цей сезон. Під керівництвом Ю. Нестеренко команда, конкурувала в першому колі з майбутнім переможцем «Востока», хабаровським «СКА-Енергією», фінішувала в результаті на четвертій сходинці. У сезоні 2002 року «Кузбас-Динамо» опинився на восьмій сходинці, а потім на пару років взагалі зник з футбольного горизонту — замість нього серед аматорських команд грав так званий ФК «Кемерово-СибОВВ» (СібОВВ — Сибірський округ внутрішніх військ). У 2003 році команда брала участь в чемпіонаті Кемеровської області, а в 2004 році — в першості Росії серед команд ЛФК (зона «Сибір»).
У 2005—2006 роках «Кузбас-Динамо», очолюваний С. Бологова, безуспішно виступав у другому дивізіоні, поки не припинив своє існування. Йому на зміну повернувся «Кузбас» (головний тренер К. Дзуцев), в сезоні 2007 років виступав серед аматорських колективів зони «Сибір».
У 2008—2009 роках клуб фінішував на восьмому місці в зоні «Схід» другої ліги першості Росії.
У сезоні 2010 команда так само фінішувала на восьмому місці.
Перед початком сезону 2012/13 років на офіційному сайті ФК «Кузбас» з'явилася заява прес-служби адміністрації міста про розформування чоловічої футбольної команди.
На даний момент клуб представлений жіночою командою «Кузбас», яка виступає в першості Росії першого дивізіону (за підсумками сезону 2014 року — шосте місце). Також клуб виконує основні адміністративні та координаційні функції щодо команди місцевої СДЮСШОР, при цьому міська влада озвучували намір надати допомогу в створенні чоловічої професіональної команди.

## Досягнення
- Чемпіонат РРФСР
  -  Чемпіон (1): 1970

- Зона «Схід» другої ліги чемпіонату Росії
  -  Бронзовий призер (2): 1994, 1995

- Кубок Кемеровської області
  -  Володар (2): 1945, 1948
  -  Фіналіст (1): 2004

## Відомі тренери
- Геннадій Саричев (1990)
- Костянтин Дзуцев (2007—2009)
- Едуард Момотов (2010—2012)